# Охотников, Никифор Михайлович
Ники́фор Миха́йлович Охо́тников (1860―1892) ― чувашский педагог-просветитель, математик, этнограф.

## Биография
Родился 10 марта 1860 года в деревне Чувашская Чебоксарка Чистопольского уезда (на территории современного Новошешминского района Республики Татарстан) в чувашской семье.
После окончания Симбирской чувашской школы работал учителем в Сунчелеевском училище Чистопольского уезда Казанской губернии. Здесь он проявил себя одаренным педагогом и новатором. Обучал детей на их родном чувашском языке, разъяснял местному населению пользу грамотности. Создал в селе школьный хор, организовал школу для взрослых, где учились и девушки, широко использовал звуковой метод обучения.
Благодаря его деятельности Сунчелеевское училище стало центром распространения просвещения среди чувашей и вошло в историю народных училищ Казанской губернии как одно из лучших.
Его математические склонности заметил известный чувашский просветитель, православный миссионер, педагог Иван Яковлев и пригласил юношу в гимназию преподавать математику и естествознание. 
В 1888 году поступил на физико-математический факультет Казанского университета. В 1890 году принял участие во Всемирном конгрессе астрономов и математиков, где стал победителем в решении сложного математического примера и обладателем золотой медали.
Умер 29 января 1892 года в Казани, не успев закончить учёбу в университете.

## Педагогическая и научная деятельность
Автор этнографических очерков о народном воспитании, культуре и быте чувашей, развитии школьного образования. Написал книги «Грамота среди чувашей», «Приволжские чуваши», «Записки чувашина о своем воспитании». В своей работе «Записки чувашина о своем воспитании» впервые обобщил опыт трудового и религиозно-нравственного воспитания детей в чувашской деревне. 
Переводил на чувашский и татарский языки религиозные книги. Был активным сторонником системы христианского просвещения на родном языке. Занимался научной работой в области математики.

## Память
- В деревне Чувашская Чебоксарка Никифору Охотникову поставлен памятник[2].

## Семья и потомки
Потомком Н. М. Охотникова является бывший министр юстиции Чувашской Республики — Дина Николаевна Садикова (в девичестве — Охотникова).